# Larissa Bogoraz
Laríssa Ióssifovna Bogoraz rus: Лари́са Ио́сифовна Богора́з (8 d'agost de 1929, Khàrkiv - 6 d'abril del 2004, Moscou) - fou una lingüista soviètica i russa, activista pels drets humans i publicista Entre 1989 i 1996 fou presidenta del Grup Moscou Hèlsinki.

## Biografia
Era filla d'un militant del Partit Comunista. Es va formar com a filòloga i es va graduar a la Universitat de Khàrkiv, Ucraïna). A partir de 1950, després del seu matrimoni amb l'escriptor Iuli Daniel, va viure a Moscou.
Es va unir al moviment dels drets humans després de la detenció del seu marit el 1965; va ser alliberada el 1970 i aviat es va divorciar. L'agost de 1968 Bogoraz van participar en la sorollosa manifestació de dissidents soviètics a la Plaça Roja de Moscou en protesta contra la invasió soviètica de Txecoslovàquia,. Va ser detinguda i condemnada a quatre anys de treballs forçats a la regió siberiana d'Irkutsk, on va treballar a la planta de treball de fusta.
Després de tornar a Moscou el 1972, va continuar treballant en un moviment democràtic, que, entre d'altres, inclogué la seva participació en la publicació anticomunista Crònica dels esdeveniments actuals. El 1975 va enviar una carta al cap del KGB Iuri Andrópov on li sol·licitava la desclassificació dels arxius de la institució.
Mantingué contacte amb els centres de l'emigració russa favorables a la democràcia, inclosa l'editorial "Kontinent". Fou coautora del llibre "Memòria" del terror estalinista i va participar en la defensa dels presos polítics, especialment després de la detenció del seu segon marit, Anatoli Martxenko (que va morir a la presó el 1986 a causa d'una vaga de fam).
Restà com a membre actiu del moviment de drets humans després de la caiguda de la Unió Soviètica, com a presidenta del Grup Moscou Hèlsinki, organització no governamental russonordamericana. Va interpel·lar moltes vegades amb preguntes i intervencions els líders polítics russos, incloent Grigori Iavlinski.
Autora de nombroses publicacions, Ielena Bónner, dissident i vídua d'Andrei Sàkharov, qualificà Larissa Bogoraz com una de les figures més brillants del moviment de drets humans a la Unió Soviètica i Rússia.